# São Luiz Gonzaga
São Luiz Gonzaga este un oraș în Rio Grande do Sul (RS), Brazilia.